# Enicospilus ruwenzorius
Enicospilus ruwenzorius là một loài tò vò trong họ Ichneumonidae.